# Oscar Eltit
Oscar Axel Eltit Spielmann (6 de noviembre de 1947) fue intendente de La Araucanía en dos ocasiones: la primera, por mandato del presidente Eduardo Frei Ruiz-Tagle; y la segunda, designado por Michelle Bachelet Jeria, entre 2007 y 2008. Al momento de ser designado, se desempeñaba como vicerrector de administración y finanzas de la Universidad de la Frontera (UFRO), en Temuco. 